# Thagria krameri
Thagria krameri är en insektsart som beskrevs av Nielson 1977. Thagria krameri ingår i släktet Thagria och familjen dvärgstritar. Inga underarter finns listade i Catalogue of Life.